# 伊氏墨頭魚
伊氏墨頭魚（学名：Garra ignestii）为輻鰭魚綱鯉形目鲤科墨头鱼属的一個種，分布於非洲埃塞俄比亞西北部阿姆哈拉州環繞着貢德爾（Gondar）的兩條河流Kahha與Angrab河的流域，棲息在中底層水域，體長可達6.3公分。